# 1359

## Събития
- Учледена е Угровлахийската митрополия на Вселенската патриаршия.

## Починали
- ? – Орхан I, Султан на Османската империя
- 13 ноември – Иван II, велик княз на Владимирско-Суздалското княжество